# ササシグレ
ササシグレは、イネ（米）の栽培品種のひとつである。名称は宮城県の民謡「さんさ時雨」に由来する。「ササニシキ」の交配親の父方である。
食味に優れる水稲うるち米品種として、1950年代から1960年代にかけて宮城県を中心とした東北地方などで栽培されたが、いもち病に弱く、現在では一部の農家によって栽培が継続されているのみである。

## 歴史
1940年（昭和15年）に埼玉県の農林省農事試験場鴻巣試験地で「農林8号」と「東北24号」の人工交配が行われた。「東北24号」は食味の良いことで知られる2大品種「旭」と「亀の尾」の子であり、「農林8号」もまた「旭」の子孫である。食味の改良は目標の一つだった。
この雑種第3代種子を、宮城県岩沼町にあった宮城県立農事試験場が1943年（昭和18年）に貰い受け、1947年（昭和22年）に宮城県立農業試験場古川分場が育成を続けた。この品種は1949年（昭和24年）に「東北54号」として関係各県で系統適応性試験を受け、1952年（昭和27年）に水稲農林73号「ササシグレ」として命名登録された。同年にササシグレは岩手県、福島県、山形県で奨励品種となり、翌1953年（昭和28年）に宮城県でも奨励品種に指定された。この他には群馬県と徳島県でも奨励品種となった。
ササシグレは、いもち病や倒伏に弱いという性質を抱えていたものの、食味は優れていた。また収穫量が当時の普及品種より20%多く、戦後の食糧難であった当時の時世の要求に合致するものでもあった。こうした理由からササシグレは急速に普及した。1957年（昭和32年）には稲の品種として東北地方の中で作付面積第1位となり、特に宮城県と岩手県南部、山形県庄内地方、福島県会津地方で広く栽培された。
主産地の宮城県では最盛期には水田面積の半数に作付けされたが、1964年（昭和39年）のいもち病の大発生を期に、後継品種となるササニシキにその座を譲った。
この時代は旧食糧管理制度のために全て混米であり、ササシグレ単品での消費者への供給は無く、そのため名称や食味は一般消費者にはあまり知られることはなかった。